# Domiciano II
Domiciano (en latín: IMPERATOR CAESAR DOMITIANVS PIVS FELIX AVGVSTVS, "Emperador César Domiciano, Pío, Afortunado, Augusto"; † c. 271) fue un comandante militar romano que se autoproclamó emperador del separatista Imperio galo (provincias de Galia y Britania) durante un intervalo corto de tiempo cerca del 271.

## Biografía
Aparece citado en la Historia Augusta. Las únicas pruebas no literarias de su existencia son dos monedas, una descubierta en el área francesa del Loira en 1900 y que fue considerada una falsificación; y otra descubierta por un amateur con un detector de metales, ocultada en un recipiente junto a otras 5000 monedas del período 250-275 — disipando cualquier duda sobre su origen — en Oxfordshire, Inglaterra, en 2003.
Se piensa que el gobierno de Domiciano pudo haber durado tanto como unos pocos días y parece haber sido asesinado por traición al emperador Aureliano y, quizás, por haber acuñado moneda.
Pudiera pensarse que se trata del mismo Domiciano mencionado por Zósimo, en tanto que usurpador bajo el mandato de Aureliano y situado cronológicamente al comienzo de su reinado, hacia 271.
Finalmente, puede ser identificado también con el oficial de Galieno, que, con su superior Aureolo, eliminó a Macriano el Viejo en Iliria en 261. Aunque Domiciano era un nombre corriente, es bastante posible. Aureolo, enviado en 267 a Milán por Galieno para salvar el Norte de Italia de un eventual ataque de Póstumo, llegó a un acuerdo con este último y acuñó su propia moneda. Es probable que hubiera enviado a sus tropas, quizá comandadas por Domiciano (incluso Victorino), antes de ser derrotado en 268. Domiciano se convertiría a partir de entonces en una de las grandes figuras militares del Imperio galo.